# Márcio Matos
Márcio Artur de Matos (Mineiros do Tietê, 29 de março de 1946) é um médico e político brasileiro filiado ao Partido Social Democrático (PSD). Foi presidente da Associação Médica de Telêmaco Borba, vereador, deputado federal pelo Paraná, presidente da Associação dos Municípios dos Campos Gerais (AMCG) e prefeito do município de Telêmaco Borba. Atualmente é secretário municipal de Ordem Pública de Telêmaco Borba.

## Vida pessoal e profissional
Márcio Artur de Matos nasceu no interior do estado de São Paulo, em 1946, na pequena cidade de Mineiros do Tietê. É filho de Edeval de Matos e Idenia Pincelli de Matos. Iniciou em 1969, na cidade de São Paulo, o curso de medicina na Escola Paulista de Medicina da então Universidade Federal de São Paulo, formando-se como médico em 1974.
Após realizar residência médica em cirurgia-geral de 1975 a 1978, foi para Telêmaco Borba para trabalhar como médico no Hospital Drº Feitosa. Atuou na Organização Monte-Alegrense de Saúde em 1978, e ainda na unidade do Centro de Hematologia e Hemoterapia do Paraná de Telêmaco Borba em 1994.
Também foi presidente da Associação Médica de Telêmaco Borba no período de 1990 a 1992 e membro do Conselho Municipal de Saúde de Telêmaco Borba, no período de 1991 a 1992.

## Carreira política
Márcio Matos se candidatou por cinco vezes ao cargo de prefeito de Telêmaco Borba, conseguindo ser eleito nas eleições municipais de 2016, participando de um total de dez eleições durante a sua carreira política.
Nas eleições de 1992 candidatou-se a vereador em Telêmaco Borba, sendo eleito pelo Partido do Movimento Democrático Brasileiro (PMDB), nesta época o prefeito era Paulo Cesar Nocêra e o vice-prefeito Dinizar Ribas de Carvalho. Nas eleições de 1994 foi candidato a deputado federal pelo Paraná, não se elegendo e ficando na suplência. Nas eleições municipais de 1996 saiu candidato a prefeito, agora pelo Partido dos Trabalhadores (PT), tendo como vice o empresário e vereador Wilson Bueno de Camargo, o Wica. Concorreu com os ex-prefeitos, Carlos Hugo Wolff von Graffen do PMDB e Tranquelino Guimarães Viana do Partido da Frente Liberal (PFL), sendo que neste pleito saiu vitorioso mais uma vez Carlos Hugo.
Nas eleições de 1998 candidatou-se novamente para deputado federal sendo eleito para a legislatura de 1999. Já nas eleições municipais de 2000, Matos não saiu candidato. Nas eleições de 2002 tentou a reeleição para a Câmara dos Deputados, agora pelo PTB, entretanto, ficou novamente na suplência, mas desta vez não chegou a assumir como deputado suplente.
Nas eleições de 2004 foi candidato a prefeito pelo Partido Trabalhista Brasileiro (PTB), recebendo o apoio do ex-prefeito Paulo César Nocêra do Partido Progressista (PP). Como vice foi cogitada a princípio Concília Gonçalves Cortez do PDT, esposa do então falecido ex-vereador Pedro Cortez, no entanto, ficou definido que Rubens Benck do PDT seria o candidato a vice. Com a apuração dos votos, a chapa foi derrotada por Eros Danilo Araújo do PMDB, como prefeito, e Pedro Slonikarz do PT como vice.
Nas eleições municipais de 2008 foi candidato pelo PDT tendo como vice Pedro Slonikarz do PT, sendo que Drº Eros alcançou a reeleição na chapa formada agora com Edemilson Siqueira Pukanski, do Partido da Social Democracia Brasileira (PSDB).
Nas eleições de 2012 saiu candidato novamente pelo PDT, tendo como vice Carlos Alberto Merhy do PP, sendo derrotados por Luiz Carlos Gibson do Partido Popular Socialista (PPS) que tinha como vice Dã Gonçalves Cortez do Partido Social Democrático (PSD). Em 2014 saiu candidato a deputado estadual pelo PDT não conseguindo se eleger, embora tenha conquistado uma significativa votação na região.

### Câmara dos Deputados
Na Câmara dos Deputados assumiu como deputado suplente em 5 de janeiro de 1999, devido ao afastamento do deputado Nedson Luiz Micheleti. Eleito nas eleições de 1998, tomou posse em 1º de fevereiro de 1999. Como deputado integrou como titular da Comissão Permanente de Desenvolvimento Urbano e Interior e da Comissão Permanente de Legislação Participativa, entre outras. Participou também como titular de comissões especiais como a Comissão Especial da PEC nº 222/00 de Iluminação Pública, da PEC nº 306/00 do Plano Nacional de Cultura e do PL nº 5.484/01 sobre Genoma.

### Eleições de 2016 e 2020
Em julho de 2016 foi divulgado que Matos era novamente pré-candidato a prefeitura de Telêmaco Borba, tendo em sua chapa como provável candidata para o cargo de vice, a farmacêutica Rita Mara de Paula Araújo do Partido Verde (PV), esposa do ex-prefeito Eros Danilo Araújo, recebendo assim o apoio deste. A candidatura da chapa foi então confirmada no mês de agosto, trazendo o apoio de vários partidos políticos, formando então uma coligação que foi denominada de 'Novos Rumos'. Desta vez concorrendo contra outros quatro candidatos, sendo eles: O então prefeito, Luiz Carlos Gibson do PPS, tendo como vice Cleber de Almeida, também do PPS; o então vice-prefeito Dã Gonçalves Cortez do Partido Republicano da Ordem Social (PROS), tendo como vice Jurandir Silva dos Santos, do PSDB; o empresário Simão Rachid Chueiri Neto, o Neto da Tec's, do Partido Social Cristão (PSC), tendo como vice Celso Domingues Lopes, o Celso do Sintracon, também do PSC; e o ex-vice-prefeito Pedro Slonikarz, o Pedrinho do PT, tendo como vice candidato Everson Rodrigues da Cruz, o Baptista, também do PT. As 21 horas e 05 minutos de 2 de outubro de 2016 foi confirmado pelo Tribunal Superior Eleitoral que a chapa composta por Drº Márcio e Rita conseguiu ser eleita com 45% dos votos, derrotando a principal chapa adversária composta pelo então prefeito Gibson, que não conseguiu se reeleger.
Em 2020 Márcio Matos e Rita Araújo lançaram candidatura à reeleição, as eleições ocorreram em 15 de novembro, sendo que a chapa foi reeleita com 76,40% dos votos, atingindo mais de 28 mil votos. Em segundo lugar ficou a chapa composta por Thiago Rafael Chamorra e Luiz Ademir dos Santos, ambos do PSD, com 16,93% dos votos.

### Prefeito de Telêmaco Borba
Márcio Matos tomou posse como prefeito no dia 1º de janeiro de 2017, tendo como vice-prefeita Rita Mara de Paula Araújo, que assumiu a pasta da Secretaria Municipal de Assistência Social. Na posse, o prefeito enfatizou em seu discurso da necessidade em investir em Segurança Pública no município, destacando a necessidade de implantar projetos como uma unidade do Instituto Médico Legal (IML), do Centro de Socioeducação (Cense) e de mais policiais atuando nas ruas. Logo, Drº Márcio passou a integrar a diretoria da Associação dos Municípios dos Campos Gerais (AMCG), que teve como presidente o prefeito de Jaguariaíva, José Slobodá. Matos fez parte do Conselho Fiscal da gestão da associação.

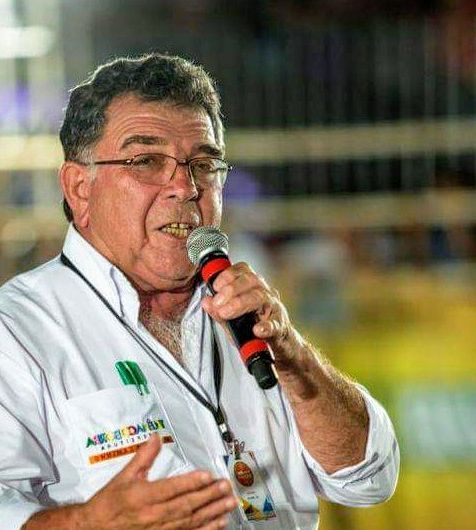
Márcio Matos no ano de 2018.

Sua gestão, no município, foi marcada por diversos pontos, entre eles o inédito processo seletivo de escolha do titular para ocupar a Secretaria Municipal de Educação. Na área de educação, o executivo municipal esperava reduzir a fila de matrículas em CMEIs e melhorar a qualidade do ensino integral. Outra questão é os investimentos na área de Segurança Pública, buscando mais recursos para o município, como a efetivação de mais policiais e de disponibilizar mais viaturas e armamentos para a polícia.
Uma medida já um tanto polêmica foi a demolição da Concha Acústica Municipal de Telêmaco Borba realizada em fevereiro de 2017. O espaço possuía cerca de 30 anos e foi construído na gestão do prefeito Carlos Hugo, entretanto, segundo a gestão municipal, a estrutura encontrava-se degradada e em abandono há uma década. A Concha Acústica passou então a ser alvo de vandalismo, prostituição, ponto de tráfico e consumo de drogas, moradores de rua e índios, além de acumular toneladas de lixo em plena região central da cidade. A grande área aguarda o recebimento de novos projetos, como a possibilidade de abrigar prédios públicos, como a nova sede da prefeitura e Câmara Municipal, com um estacionamento público de grande capacidade.
A equipe municipal buscou verbas para diversos seguimentos, como investimento em saneamento básico buscando ampliar redes de esgoto, diversas obras de infraestrutura, revisão do Plano Diretor, verba para a construção de dois colégios, assistência social e investimento também no Corpo de Bombeiros.
No dia 22 de fevereiro de 2019 Matos assumiu como presidente da Associação dos Municípios dos Campos Gerais (AMCG), tornando-se o 27º presidente da entidade e substituindo José Sloboda, prefeito de Jaguariaíva. Ficou na presidência da associação até fevereiro de 2020, quando deixou o cargo após nova eleição. Em dezembro de 2020 foi eleito presidente do Consórcio Intermunicipal de Saúde dos Campos Gerais (CimSaúde), tendo como vice-presidente a prefeita eleita de Jaguariaíva, Alcione Lemos.

### Filiação partidária
Matos era filiado ao PMDB até que em 1993 migrou para o PT. No PT envolveu-se numa polêmica ao ser expulso do partido no ano 2000 quando ainda era deputado federal. O diretório municipal o acusou de infidelidade partidária, tendo o caso tomado repercussão nacional. Filiou-se então ao PTB e depois ao PDT. Em 2021 deixou o PDT e filiou-se ao Partido Social Democrático (PSD).